# Norra Real
Norra Real är en kommunal gymnasieskola på Roslagsgatan 1 i stadsdelen Vasastaden i Stockholms innerstad. Skolan har varit verksam från 1876 och använt nuvarande byggnad sedan 1890.

## Historik
1876 inrättades ur Nikolai lägre apologistskola (Högre) Realläroverket i Stockholm (Stockholms realläroverk)  med verksamhet i Södra stadshuset och med inriktning på naturvetenskap. 1890 flyttade verksamheten till en ny byggnad på Norrmalm, och 1906 ändrades namnet till Högre realläroverket å Norrmalm.
Skolan kommunaliserades 1966 och namnändrades därefter 1967 till Norra Real, från 1971 Norra Reals gymnasium. Gymnasiet var nedlagt 1987–1990 då den återuppstod och under den tiden användes skolan till ett vuxengymnasium, annex till Vasa gymnasium. Studentexamen gavs från 1881 till 1968 och realexamen från 1907 till 1964.

## Byggnaden
Arkitekten Per Emanuel Werming ritade den nya skolbyggnaden som färdigställdes 1888–1891. Skolan, med sina 8 558 m² fördelade på 21 lärosalar fick sin tvillingbyggnad i Södra latin som invigdes ett år senare. Typisk för planen är en i mittaxeln placerad, halvrund samlingssal. Skolan har monumentala tegelfasader med fältindelningar och markanta profileringar, entréportal i ljus granit och fasaddekorationer som ankarjärn, spiror och räcken. Till skolan hör även en bevarad museisal, en upprustad botanisk trädgård, en renoverad aula samt en gymnastikbyggnad. Skolbyggnaden renoverades 1992–1994.

### Skulptur

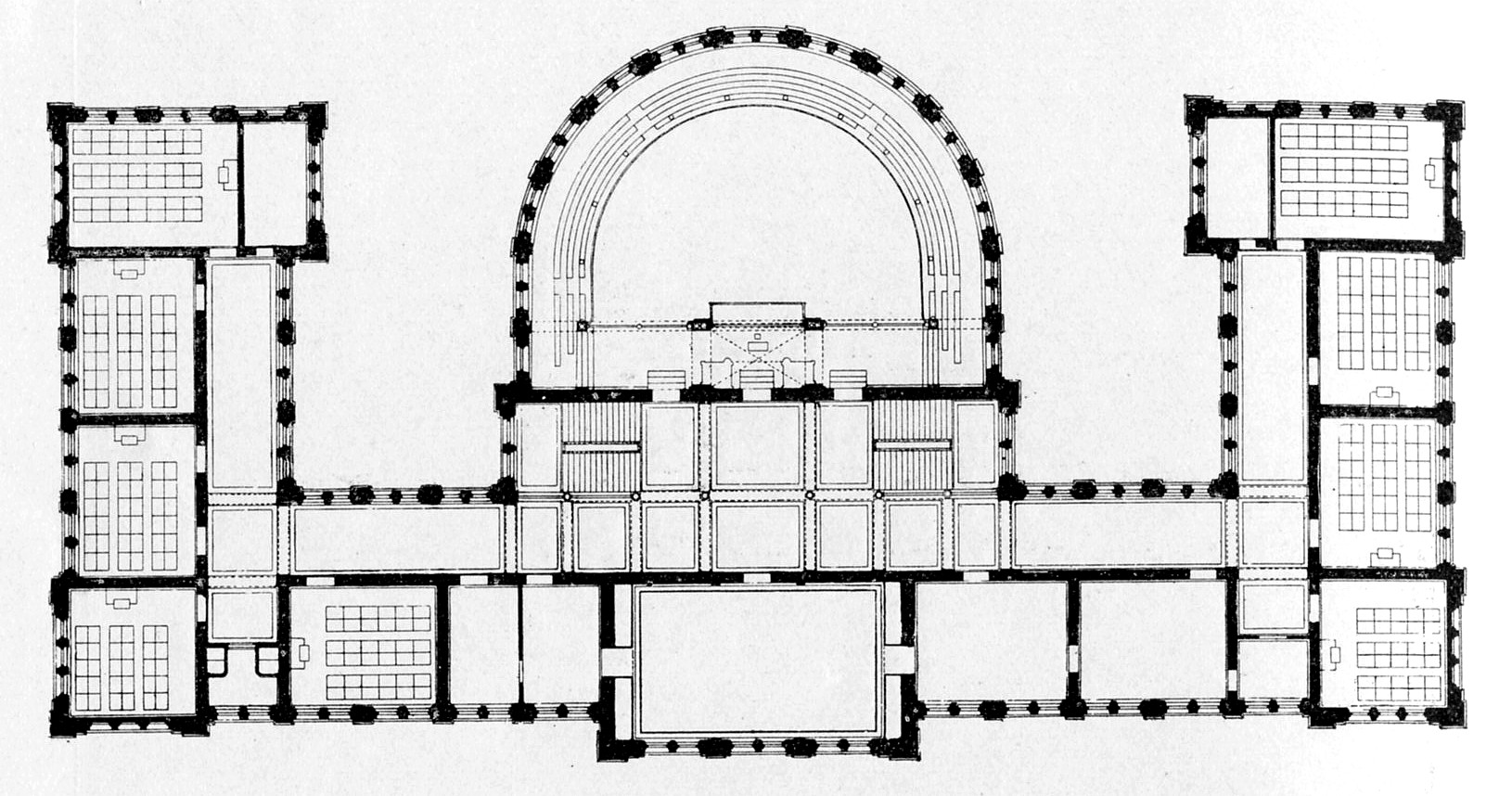
Planritning från 1897 för Norra Real, våning 1 trappa. Planen är identisk för Södra Latin.

Flores och Blanzeflor är en bronsskulptur av OS-medaljören Stig Blomberg, bestående av en flicka och en pojke, bägge sittande nakna på små hästar. Pojken håller hårt i sin hästs man med ena handen. Skulpturens original återfinns centralt på Eriksdalsskolans skolgård och tillverkades år 1942–1943, och en kopia i gips, allmänt benämnd ”Hästarna”, finns innanför Norra Reals huvudentré. Skulpturen smyckas ofta av eleverna och bildar ett nav för all trafik på skolan. Här blickar de båda barnen intensivt mot huvudutgången från skolan, längtande efter villkorslös frihet och en plats där deras kärlek är obehindrad.

### Orgel
- 1890 byggde Åkerman & Lund en orgel med 6 stämmor i skolans aula. Orgelfasaden ritades av arkitekten Per Emanuel Werming som också ritade skolbyggnaden. Orgeln är en av de första i landet med rooseveltlådor.[4] Traktur och registratur är mekanisk.
- 2007 restaurerades orgeln av orgelbyggare Martin Hausner AB på initiativ av Norra Realarnas Förening. Bland annat den ursprungliga dispositionen genom en 2'-stämma från 1960-talet, som i sin tur ersatt en Gamba 8' från en ombyggnad 1912, utbyttes mot den ursprungliga Rörfllöjt 8' från Åkerman & Lund.[4]

## Elevkåren
Norra Reals Elevkår är en organisation som grundades år 1999 men registrerades år 2000. Själva organisationens syfte är att "[...] göra det möjligt för medlemmarna i Elevkåren på Norra Real att skapa sig en mer givande skolgång" samt tillvarata medlemmarnas sociala, akademiska och fackliga intressen. Elevkåren anordnar event som föreningsdagar och tävlingar. Norra Reals Elevkår är medarrangör av skolkampen Läroverksfejden, en akademiskt betonad tävling mellan "De fyra läroverken": Kungsholmen, Södra Latin, Östra Real samt Norra Real.
Organisationen är en del av Sveriges Elevkårer.
Ordföranden för Norra Reals Elevkår:
| Läsår     | Ordförande              |
| --------- | ----------------------- |
| 2000/2001 | Sofia Sekund            |
| 2001/2002 | Johan Larnefeldt        |
| 2002/2003 | Mirjam Fürth            |
| 2003/2004 | Anna Hellborg           |
| 2004/2005 | Elisabet Olme           |
| 2005/2006 | Emelie Krigh            |
| 2006/2007 | Susanna Bollhem         |
| 2007/2008 | Julia Boström           |
| 2008/2009 | Georgina Harris         |
| 2009/2010 | Ludvig Stålberg         |
| 2010/2011 | August Almqvist Jansson |
| 2011/2012 | Freja Nielsen           |
| 2012/2013 | Sanna Sättare           |
| 2013/2014 | Saina Hussainbor        |
| 2014/2015 | Emil Gnem               |
| 2015/2016 | Nathalie Grigorenko     |
| 2016/2017 | Laura Larsson-Kapp      |
| 2017/2018 | Noa Samenius            |
| 2018/2019 | Lina Fjellner           |
| 2019/2020 | Jonatan Lamy            |
| 2020/2021 | Bienvenue Kulaluka      |
| 2021/2022 | Vera Kettner            |
| 2022/2023 | Birger von Schenck      |
| 2023/2024 | Albin Hellstadius       |
| 2024/2025 | Sara Gustafsson         |
| 2025/2026 | Fanny Bétend-Bon        |

### Elevkårens struktur
De aktiva medlemmarna består av styrelsens elva ledamöter samt sju stycken utskott; PR-utskottet, SAGA-utskottet, Traditionsutskottet, Medlemsutskottet, Föreningsutskottet, Idrottsutskottet och Påverkansutskottet. Summerat består styrelsens och utskottens ledamöter av 58 personer.

### SAGA-utskottet
1879 grundades Gymnasieföreningen Saga av sedermera professorn Ernst Carlson. En av föreningens uppgifter var att organisera för tiden ovanliga skolbaler. Bland tidigare ordförande räknar föreningen sedermera borgarrådet Yngve Larsson. År 2014 anslöt sig Saga till Elevkåren och blev ett utskott under Styrelsen. Saga-utskottet har hand om allt som är studentrelaterat: slutskivor, Insparken och studentbalen exempelvis.

### Traditionsutskottet
Traditionsutskottet startades på Norra Real år 2014. Utskottet jobbar aktivt med att hjälpa Styrelsen anordna de sociala evenemangen. Detta kan inkludera allt från International Suit-up day till välgörenhetsaktiviteter och Catchergame.

### PR-utskottet
Elevkårens PR-utskott arbetar aktivt med kommunikationen på sociala medier, gör affischer och annat PR-relaterat. Norra Reals PR-utskott har ett gott anseende i resten av landet på grund av många innovativa och nya informationskanaler. De har utöver magasin och sociala medier även en egen applikation för mobiltelefoner. De håller också mycket hög standard på kvalitet i deras produktioner kring bild och film.

## Elevföreningar
Utöver elevkårens engagemang på skolan finns det ett flertal föreningar. År 2020 fanns det 37 stycken aktiva föreningar på skolan. Kommunikation och sammanlänkning med elevkåren sker via föreningsutskottet.

### Politiska föreningar på skolan
Det finns tre aktiva politiska ungdomsföreningar på Norra Real. MSU Norra Real är den största och mest aktiva, och representerar Moderata Ungdomsförbundet genom Moderat Skolungdom (MSU) Stockholm. Socialdemokraterna (Sverige) representeras på skolan av SSU Norra Real. KDU Norra Real existerade ett antal år och representerade då Kristdemokratiska ungdomsförbundet, men finns inte längre kvar. 

### Hetskrets
Hetskrets arbetar för ett sammanhållet idrottsliv för eleverna, och är särskilt framträdande vid idrottsevenemang på skolan. Hetskrets har ett högt anseende bland eleverna. 

### Norra Reals Idrottsförening (NRF)
Norra Reals Idrottsförening är en av de många föreningarna på skolan som sysslar med idrott. NRIF som föreningen även kallas organiserar en årlig skidresa till Val-d'Isère i Frankrike med företaget Skivenue och tävlingar inom sporter som basket och volleyboll. NRIF är den äldsta föreningen vid Norra Real.
Norra Real Chess Club
Norra Real Chess Club är en ideell schackförening som grundades 1992. Norra Real Chess Club är Sveriges mest prisbelönta gymnasieschackklubb genom tiderna.
Norras Stickcirkel
Stickcirkeln grundades hösten 2021 och är en av skolans största föreningar. Vintern 2022 vann förening priset för "årets förening", som delas ut av elevkåren i samarbete med skolledningen, föräldraföreningen och Sveriges Elevkårer. De har stickat och virkat alster som studentmössor, tomteluvor och mössor till Flores och Blanzeflor.

### Musikföreningen
Musikföreningen grundades 2016 och spelar på skolstarten, vinter- och sommaravslutningarna samt egenorganiserade konserter. Vintern 2019 vann föreningen priset för "årets förening", efter ett verksamhetsår där den bland annat gav ut en EP.

### Skoltidningen
Skoltidningen The Real Deal ges ut två gånger per termin i både pappersform och på webben. De fasta skribenterna står för det mesta av tidningens innehåll. Innehållet är skolrelaterat. Vanliga inslag är debattartiklar, intervjuer, noveller och horoskop. Tidningen finansieras av bidrag från Ung Media, elevkåren och via reklam.
Mattesfären
Mattesfären är en matematikförening som håller möten om bland annat: tävlingsmatematik, matematikspel och träning inför vetenskapliga olympiader (IMO, IOL, IOI)

## Inriktningar

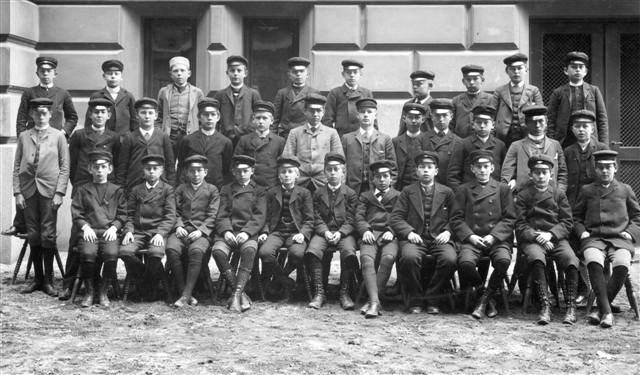
Klass 5c, mitten av 1890-talet. På främsta raden, längst till vänster, sitter sedermera borgarrådet Yngve Larsson. Foto: lektor Moll.

Skolans naturvetenskapliga program har inriktningen naturvetenskap och tre av fyra med speciella profiler: forskning, miljö, och matematik. Laborativa inslag är viktiga i utbildningen.
Skolans samhällsvetenskapliga program hade tre inriktningar: samhällsvetenskaplig, språk och kultur. Sedan höstterminen 2011 har däremot de samhällsvetenskapliga programmen med kultur och språk som inriktning övergått till det återinförda humanistiska programmet. Kulturinriktningen har återkommande studier av Stockholm som stad och eleverna gör studiebesök på stadens museer.

## Framstående alumner
- Alfred Björling, forskningsresande.
- Samuel A. Duse, författare.
- Claes Elfsberg, journalist.
- Horace Engdahl, litteraturvetare och ledamot i Svenska Akademien.
- Fiona FitzPatrick, artist.
- Jonas Gardell, författare.
- Lars Gyllensten, författare och läkare.
- Messiah Hallberg, komiker.
- Felix Herngren, regissör och skådespelare.
- Göran Hägg, litteraturvetare, författare och kritiker.
- Christer Kiselman, professor i matematik.
- Gustaf Lindencrona, f.d. rektor för Stockholms universitet.
- Finn Malmgren, polarforskare.
- Gunnar Myrdal, ekonom och nobelpristagare.
- Leif G.W. Persson, kriminolog och TV-personlighet.
- Manne Siegbahn, fysiker och nobelpristagare.
- Nils Strindberg, polarforskare.
- Vic Sunesson, författare.
- Fredrik von Sydow, mördare.
- Stig Wennerström, spion och landsförrädare.
- Helge von Koch, matematiker. Känd för Koch-kurvan.
- Anders Wijkman, författare och politiker.
- Erik Åsbrink, politiker och f.d. finansminister.[10][11]